# Бребу (Караш-Северин)
Бребу (рум. Brebu) насеље је у Румунији у округу Караш-Северин у општини Бребу. Oпштина се налази на надморској висини од 210 m.

## Прошлост
По "Румунској енциклопедији" историја насеља почиње у 16. веку. Први пут се помиње у документима 1577. године.
Аустријски царски ревизор Ерлер је 1774. године констатовао да место "Пребул" припада Букошничком округу, Карансебешког дистрикта. Становништво је било претежно влашко.
У месту "Бребуха" је православна парохија, која припада Карансебешком протопрезвирату. Ту службују 1824. године два свештеника: Румун, поп Јован Пекирарју и Србин, поп Нестор Живановић.

## Становништво
Према подацима из 2002. године у насељу је живело 1340 становника.

### Попис2002.
| Расподела становништва по националности 2002.‍ | Расподела становништва по националности 2002.‍ | Расподела становништва по националности 2002.‍ | Расподела становништва по националности 2002.‍ | Расподела становништва по националности 2002.‍ |
| --------------------------------------------- | --------------------------------------------- | --------------------------------------------- | --------------------------------------------- | --------------------------------------------- |
|                                               |                                               |                                               |                                               |                                               |
| Румуни                                        | Румуни                                        |                                               | 1.310                                         | 97,8%                                         |
| Мађари                                        | Мађари                                        |                                               | 3                                             | 0,2%                                          |
| Роми                                          | Роми                                          |                                               | 9                                             | 0,7%                                          |
| Украјинци                                     | Украјинци                                     |                                               | 4                                             | 0,3%                                          |
| Немци                                         | Немци                                         |                                               | 9                                             | 0,7%                                          |
| Хрвати                                        | Хрвати                                        |                                               | 4                                             | 0,3%                                          |

### Хронологија
| Година       | 1992 | 1993 | 1994 | 1995 | 1996 | 1997 | 1998 | 1999 | 2000 | 2001 | 2002 | 2003 | 2004 | 2005 | 2006 | 2007 | 2008 | 2009 | 2010 | 2011 | 2012 | 2013 | 2014 | 2015 | 2016 | 2017 |
| ------------ | ---- | ---- | ---- | ---- | ---- | ---- | ---- | ---- | ---- | ---- | ---- | ---- | ---- | ---- | ---- | ---- | ---- | ---- | ---- | ---- | ---- | ---- | ---- | ---- | ---- | ---- |
| Становништво | 1371 | 1349 | 1326 | 1309 | 1243 | 1208 | 1176 | 1154 | 1132 | 1108 | 1082 | 1072 | 1084 | 1085 | 1086 | 1106 | 1229 | 1187 | 1164 | 1138 | 1223 | 1184 | 1172 | 1153 | 1183 | 1164 |